# الوبائيات الشعبية لمرض التوحد
الوبائيات الشعبية لمرض التوحد تشير إلى المعتقدات الشعبية حول أصل التوحد. دون معرفة مباشرة بالتوحد، وهو اضطراب معقد، يتأثر أفراد الجمهور بالشائعات والمعلومات المضللة التي يتم تقديمها في وسائل الإعلام وتكرر على وسائل التواصل الاجتماعي والإنترنت. تستمر هذه المعتقدات المضللة حتى عندما تتناقض مع الأدلة العلمية. علم الأوبئة الشعبي يستمر لأن الناس يبحثون عن المعلومات التي تتفق مع آرائهم القائمة، ويتلقونها، وتصديقها بشكل تفضيلي. سوء تقدير موثوقية مصادر معلوماتهم، وتضلّل من خلال الأدلة القصصية؛ ويميلون إلى عدم مراجعة آرائهم حتى عندما تظهر مصادر معلوماتهم الأصلية خاطئة.
الإجماع العلمي هو لقاح MMR (لقاح الحصبة والنكاف والحصبة الألمانية) ليس له صلة بتطور التوحد، وأن فوائد اللقاح تفوق إلى حد كبير مخاطره. أدت المعتقدات الشعبية بأن لقاح الحصبة والنكاف والحصبة الألمانية يسبب التوحد إلى انخفاض حاد في معدلات التطعيم في المملكة المتحدة وأيرلندا بعد عام 1998 والزيادات المقابلة في حالات أمراض الطفولة التي يمكن الوقاية منها باللقاحات والإعاقة والوفاة.

## لقاح الحصبة والنكاف والحصبة الألمانية والتوحد
في عام 1998 نشر أندرو ويكفيلد مقالًا احتياليًا في مجلة لانسيت الطبية البريطانية البارزة، مدعيًا أن لقاحات الحصبة والنكاف والحصبة الألمانية تسبب التوحد. على الرغم من أن المادة تراجعت في وقت لاحق، أصبحت فكرة أن اللقاحات تسبب التوحد قصة إخبارية رئيسية. في الوقت الذي أظهر فيه العلماء أن السرد زائف، أصبح جزءًا من علم الأوبئة الشعبي للتوحد. كان من السهل فهم السرد ويبدو متسقًا مع الأدلة القصصية للأطفال الذين يتلقون تشخيص التوحد بعد وقت قصير من تلقيهم التطعيم. وانتقد الأطباء بشدة التغطية الإعلامية لتسببها في انخفاض معدلات التطعيم. استمر الاعتقاد الخاطئ على الرغم من حملة إعلامية عامة تهدف إلى توعية الآباء بأنهم برفضهم التطعيمات يعرضون أطفالهم لخطر الإصابة بأمراض معدية غالباً ما تكون قاتلة.

### وسائط الاعلام
وقد انتقد المراقبون مشاركة وسائل الإعلام في الجدل الذي زعم أن وسائل الإعلام زودت دراسة ويكفيلد بمصداقية أكثر مما تستحق. تم نشر التأييد من قبل المشاهير مثل جيني مكارثي وروبرت كينيدي جونيور. في وقت لاحق التعليق خطأ التغطية لإعطاء انطباع مضلل عن الدرجة التي تدعم الأدلة وجود صلة بين لقاح الحصبة والنكاف والحصبة الألمانية والتوحد.

### العواقب
والإجماع العلمي هو أن لقاح الحصبة و النكاف و الحصبة الألمانية ليس له صلة بتطور التوحد، وأن فوائد اللقاح تفوق إلى حد كبير مخاطره. أدى الاعتقاد الخاطئ بأن لقاح الحصبة والنكاف والحصبة الألمانية يسبب التوحد إلى انخفاض حاد في معدلات التطعيم في المملكة المتحدة وأيرلندا بعد عام 1998، مما خلق مخاطر كبيرة على الصحة العامة. وأعقب انخفاض معدلات التطعيم زيادة في حالات الإصابة بالحصبة والنكاف، وما نتج عن ذلك من حالات عجز ووفاة دائمة.
وقد استهلكت المخاوف العامة بشأن التطعيم الموارد التي كان من الممكن أن تكون قد تقدمت بالبحوث في الأسباب الحقيقية للتوحد. كانت هناك ثلاث عشرة دراسة تتبع الأسلوب العلمي بشكل صحيح، وتضمنت أعداد كبيرة من المشاركين الذين فشلوا في ربط التوحد بلقاح الحصبة والنكاف والحصبة الألمانية. كانت هناك سبع دراسات مبنية جيداً حاولت ربط التوحد بالثيومرسال في اللقاحات ولم تنجح. تواصل مجموعات المصالح الخاصة الضغط من أجل إجراء المزيد من الأبحاث حول الصلة بين اللقاحات والتوحد. إنّ الأبحاث الإضافية التي تحفزها الوبائيات الشعبية لمرض التوحد تمثل فرصة ضائعة للتحقيق في الأسباب الحقيقية للتوحد.